# System/3

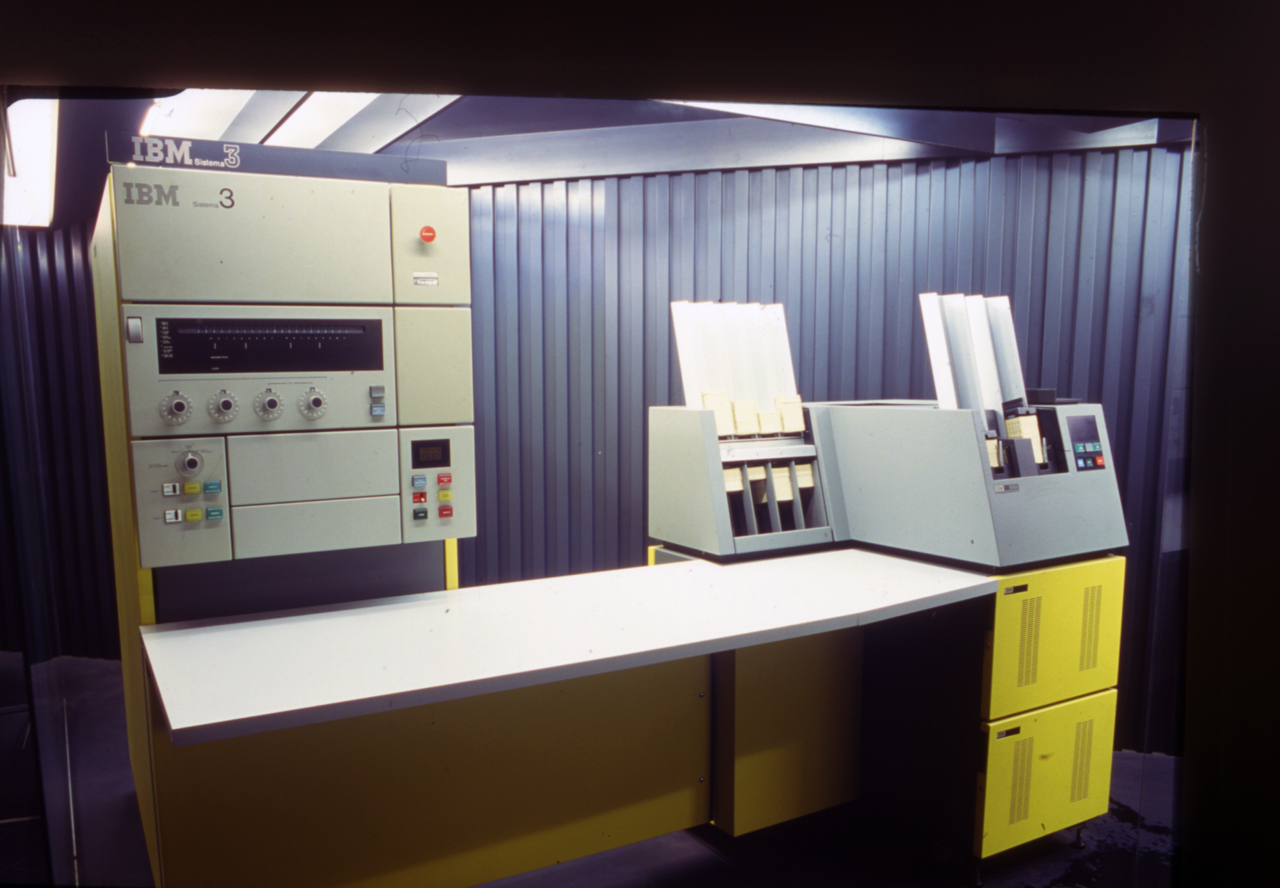
IBM System/3のプロセッサー（左）と多機能カード読取り・穿孔装置（右）。ミラノ国立科学技術博物館で。

System/3（S/3、システム/3）は、IBMが1969年にリリースしたミッドレンジコンピュータである。

## 呼称
米国ではミニコンピュータ、日本ではオフィスコンピュータに分類される事が多い。IBMの資料では当時は「最小（Low-End）」、現在はPCサーバ等も普及したため「中型（Midrange）」と呼んでいる。

## 概要
大型機（メインフレーム）市場でSystem/360を販売したIBMが、小規模のビジネス用に開発したシリーズであり、その後のSystem/32、System/34、System/36へと続く系列の最初である。
特にSystem/3で登場した簡易言語のRPG IIは、ユーザーが事務処理を簡単にプログラミングできる言語として、更にRPG IIIと拡張されてAS/400、iSeries、System iと、使い続けられている。
System/3はIBMロチェスター研究所（ミネソタ州ロチェスター）で開発された。以前からIBMパンチカードシステムやSystem/360でも使用された80欄パンチカードとは異なった、96欄パンチカードを使用して、ハードディスクを持ち、System/360の半分の費用で使用できた。
System/3は1985年には販売停止となった。

## 歴史
- 1969年 System/3 発表（RPG II）
- 1975年 System/32 発表（RPG II）
- 1977年 System/34 発表（RPG II、SSP)
- 1983年 System/36 発表（RPG II、SSP）
- 1988年 AS/400発表（RPG III、OS/400）
- 2000年 eServer iSeries と改称
- 2006年 System i と改称